# Cnesmocarpon dentata
Cnesmocarpon dentata là một loài thực vật có hoa trong họ Bồ hòn. Loài này được Adema mô tả khoa học đầu tiên năm 1993.